# Глухое (озеро, Невьянский район)
Глухо́е — малое проточное озеро на Среднем Урале, в Невьянском районе Свердловской области. Площадь — 0,15 км²

## География
Глухое озеро расположено в северо-западной части Невьянского района и одноимённого муниципального округа Свердловской области, к востоку от горной цепи Уральского хребта. Озеро находится в самом центре Глухого болота, которое гораздо больше самого озера по площади. Через болото и озеро с северо-запада на юго-восток протекает река Дальняя Быньга — левый приток Нейвы. Болотистая местность и окружающие её просторы покрыты лесом. Расстояние между удалёнными друг от друга участками северного и южного берегов составляет приблизительно 400 метров, а западного и восточного берегов — 320 метров. Площадь озера Глухое — 0,15 км².
Озеро весьма труднодоступно. К западу от Глухого озера, приблизительно в 1 километре от берега, с севера на юг пролегает ветка Нижний Тагил — Екатеринбург. Здесь, на перегоне Анатольская — Быньговский, приблизительно в 2 километрах к северо-западу от берега Глухого озера, расположен остановочный пункт Таволги, где останавливаются пригородные электропоезда.
Приблизительно в 2,5 км от Глухого озера, с другой стороны железной дороги, ещё одно проточное озеро — Карасье. Из него вытекает Дальняя Быньга, протекающая через Глухое озеро. Карасье озеро крупнее Глухого в 4 раза.

## Ихтиофауна
В Глухом озере обитают следующие виды рыб: карась, лещ, окунь, чебак, щука.